# Цзюньшань
Цзюньша́нь (кит. упр. 君山, пиньинь Jūnshān) — район городского подчинения городского округа Юэян провинции Хунань (КНР).

## История
Постановлением Госсовета КНР от 16 марта 1996 года было упразднено старое деление Юэяна на районы. Из части земель бывшего Пригородного района и части земель уезда Хуажун был образован район Цзюньшань.

## Административное деление
Район делится на 1 уличный комитет и 4 посёлка.